# NotoTetudou Corporation
La NotoTetudou Corporation (のと鉄道株式会社, Noto Tetsudō Kabushiki-gaisha) est une compagnie de transport de passagers qui exploite une partie de la ligne Nanao dans la préfecture d'Ishikawa au Japon. Son siège social se trouve à Anamizu. La préfecture d'Ishikawa est le principal actionnaire.

## Histoire
La compagnie a été fondée le 30 avril 1987. De 1988 à 2005, elle exploite la ligne Noto. En 1991, la JR West transfère l'exploitation de la ligne Nanao entre Nanao et Wajima à la NotoTetudou Corporation. La section de la ligne entre Anamizu et Wajima ferme en 2001.

## Ligne
La compagnie exploite une partie de la ligne Nanao.
| Ligne       | Nom japonais | Terminus        | Longueur (km) | Gares |
| ----------- | ------------ | --------------- | ------------- | ----- |
| Ligne Nanao | 七尾線       | Nanao - Anamizu | 33,1          | 8     |

## Matériel roulant
La compagnie possède 7 autorails série NT200 et 2 autorails série NT300.

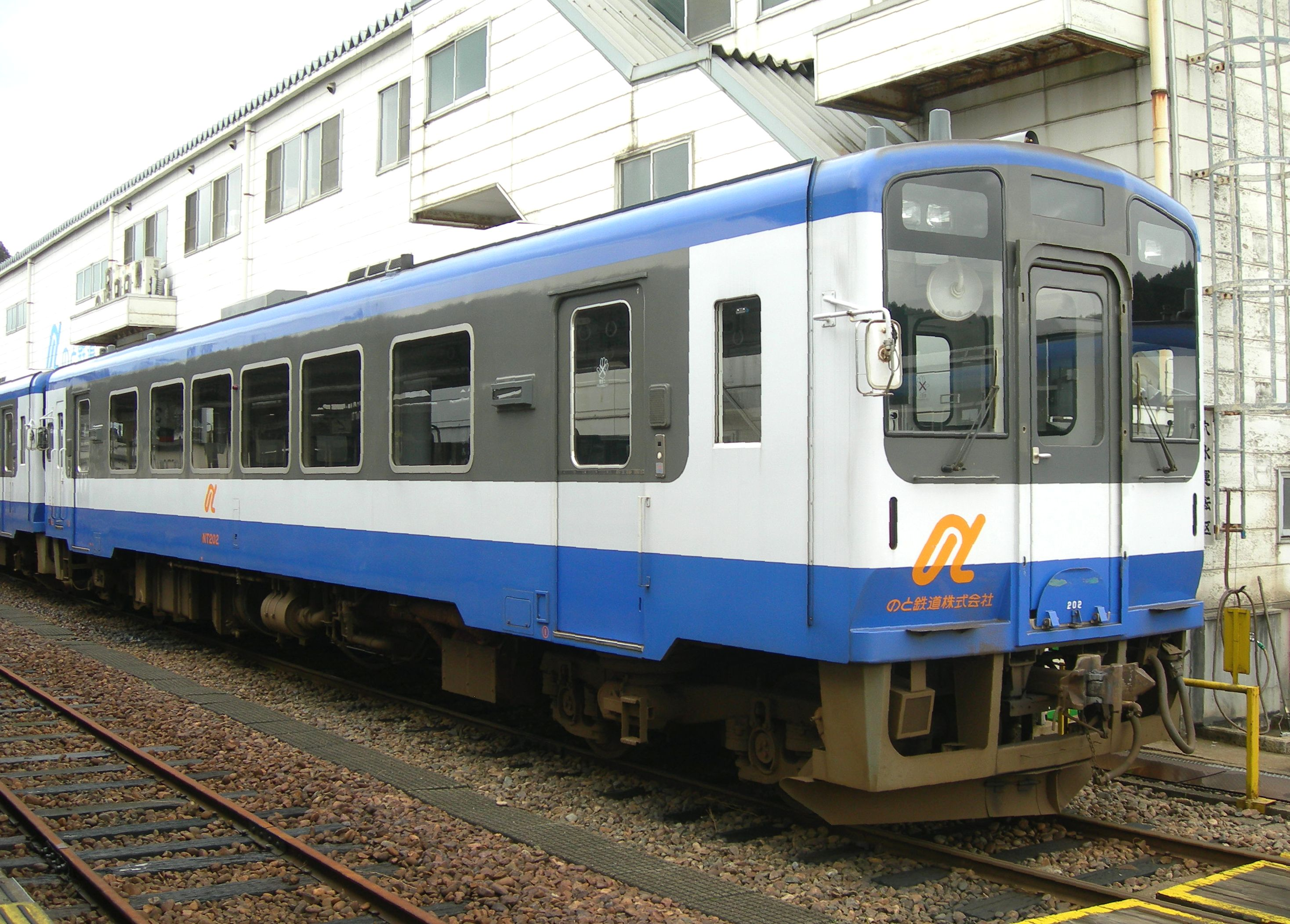
Série NT200
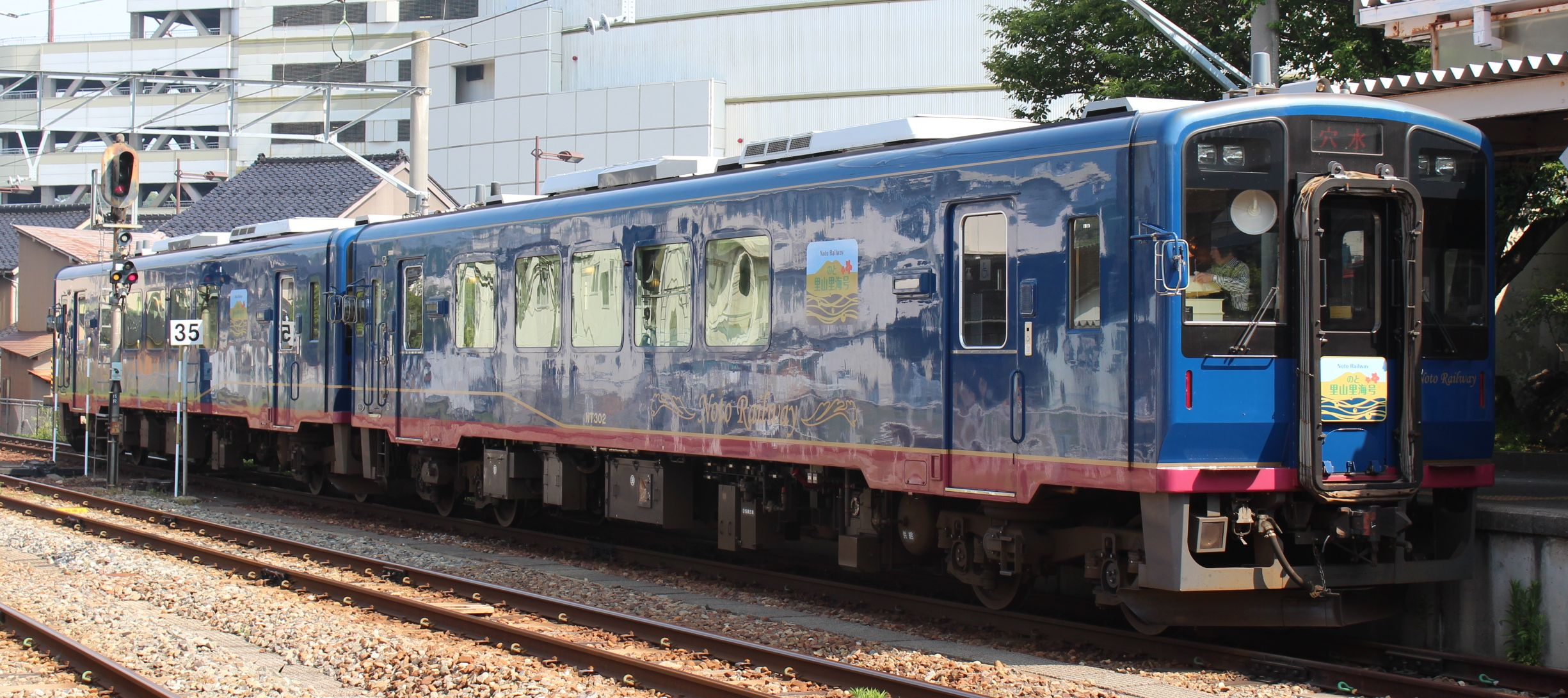
Série NT300